# Vuelo 053 de ADC Airlines
El vuelo 053 de ADC Airlines (ADK053) era un vuelo de pasajeros nacional nigeriano programado operado por ADC Airlines desde la capital de Nigeria, Abuya, a Sokoto. El 29 de octubre de 2006, el Boeing 737-2B7 se estrelló contra un campo de maíz poco después de despegar del Aeropuerto Internacional Nnamdi Azikiwe en Abuya, matando a 96 de las 105 personas a bordo.
La investigación del accidente, realizada por la Oficina de Investigación de Accidentes de Nigeria, culpó a la decisión del piloto de despegar en un clima inadecuado como la causa principal del accidente, ya que la presencia de cizalladura en ese momento supuso un grave riesgo para la capacidad de vuelo de la aeronave. Investigaciones posteriores revelaron descuidos inadecuados de la compañía sobre el entrenamiento de recuperación de cizalladura del viento y la falta de trabajo en equipo entre los pilotos del vuelo 053.
En el accidente murieron varias figuras prominentes de Nigeria, en particular el sultán de Sokoto, Mohammadu Maccido, el líder de Sokoto y líder espiritual de los 70 millones de musulmanes de Nigeria, y su hijo, el senador Badamasi Maccido. Destacó el pobre historial de seguridad de la aviación de Nigeria, ya que fue el tercer gran desastre de aviación en menos de un año, después del vuelo 210 de Bellview Airlines y el vuelo 1145 de Sosoliso Airlines en 2005, con un número total de muertos de 321 personas. El accidente condujo a la creación de un organismo regulador de aviación independiente de la Autoridad de Aviación Civil de Nigeria. Desde entonces, la seguridad aérea de la nación ha mejorado significativamente. No hubo más accidentes de aviación importantes en Nigeria hasta 2012, cuando se estrelló el vuelo 992 de Dana Air.

## Avión

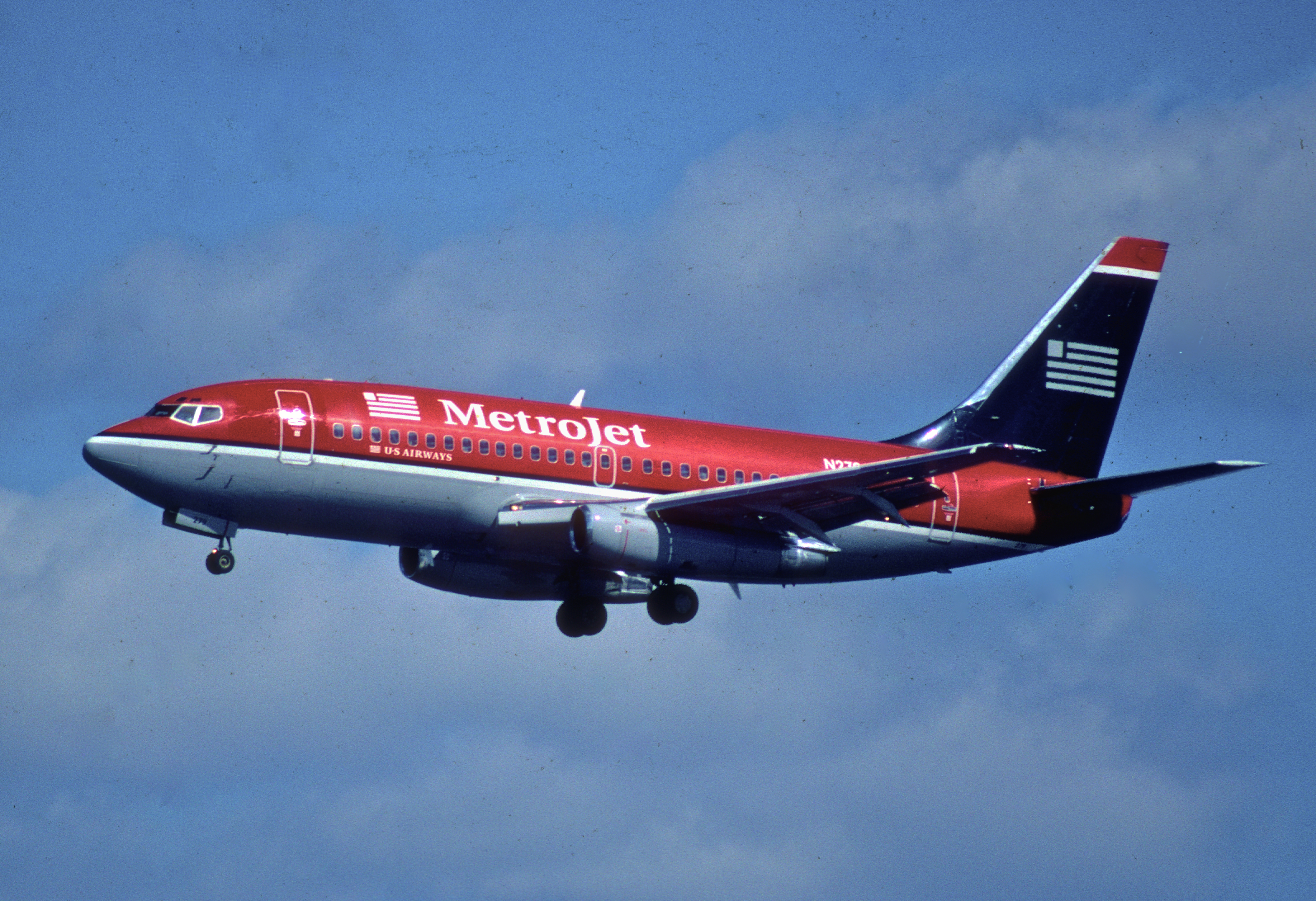
Boing 737 de metrojet

El avión involucrado en el accidente era un Boeing 737-2B7 de 23 años y un mes. Fue construido en 1983 con un número de serie de fabricante de 22891. El avión estaba equipado con 2 motores Pratt & Whitney JT8D-15. Antes de su adquisición por parte de ADC Airlines, la aeronave fue entregada a USAir con matrícula N323AU. En 1988, la aeronave cambió su código de matrícula a N279AU. En 1997, fue entregado a US Airways y en 1999 fue operado por la subsidiaria MetroJet de la compañía. ADC Airlines adquirió la aeronave en septiembre de 2003 y su registro se cambió a 5N-BFK.
La aeronave se había mantenido de acuerdo con su programa de mantenimiento y sus motores se habían instalado en condiciones nuevas en noviembre de 2005. El libro de registro técnico no indicaba ningún defecto conocido en la aeronave.

## Tripulación y pasajeros
El vuelo transportaba 100 pasajeros y 5 tripulantes. El sultán de Sokoto y líder espiritual de los musulmanes de Nigeria, Mohammadu Maccido, el hijo del sultán, el senador Badamasi Maccido, la vicegobernadora de Sokoto, Garba Muhammed, la primera otorrinolaringóloga de África Occidental, Dra. Nnennia Mgbor y Abdulrahman Shehu Shagari, hijo del expresidente Shehu Shagari, estaban en la lista de pasajeros. El portavoz del gobierno de Sokoto, Mustapha Shehu, también declaró que el comisionado de educación del Estado y otro senador no identificado también estaban a bordo. Las tres hijas de Ibrahim Idris, gobernador del estado de Kogi, también figuraban en la lista de pasajeros.
El capitán era Charles Kolawole Atanda, de 50 años, y el primer oficial era Celestine Okkoneh, de 54 años, que habían registrado 8.545 y 6.497 horas de vuelo (su experiencia en el Boeing 737 no estaba disponible), respectivamente.

## Vuelo
El vuelo 053 era un vuelo nacional de pasajeros programado desde el Aeropuerto Internacional Nnamdi Azikiwe en la capital del país, Abuya, hasta el Aeropuerto Internacional Sadiq Abubakar III en Sokoto. El avión fue repostado en Lagos, transportando más de 11.000 litros de combustible. El avión transportaba 100 pasajeros y 5 miembros de la tripulación, constaba de 2 tripulaciones de vuelo y 3 tripulantes de cabina. El avión fue pilotado por el capitán Atanda con el primer oficial Okonneh como copiloto.
Las tripulaciones de vuelo recibieron la autorización de arranque a las 11:15 a. m. y posteriormente recibieron el permiso de rodaje a las 11:21 a. m. Inmediatamente después, las tripulaciones de vuelo consultaron al ATC sobre las condiciones del viento. La torre de control indicó que la velocidad del viento registrada era de ocho nudos con dirección variable del viento. Posteriormente, el controlador advirtió a las tripulaciones de vuelo que había ráfagas de viento en las inmediaciones. El viento comenzó a intensificarse, a medida que la velocidad aumentaba a 15 nudos (28 km/h; 17 mph) y 35 nudos (65 km/h; 40 mph), antes de disminuir un poco a 28 nudos (52 km/h; 32 mph).
Cuando la aeronave llegó a la pista, el controlador indicó que el viento soplaba a 15 nudos (28 km/h; 17 mph). Un piloto de Virgin Nigeria Airways declaró que esperaría a que mejorara el clima, ya que afirmó que el viento en realidad estaba más cerca de los 35 nudos (65 km/h; 40 mph). El vuelo 053, sin embargo, decidió solicitar una autorización de despegue del aeropuerto. El controlador volvió a hacer hincapié en el deterioro de las condiciones meteorológicas y dio la última comprobación del viento, que las tripulaciones de vuelo reconocieron. El vuelo fue autorizado para el despegue y las tripulaciones comenzaron la carrera de despegue.
El vuelo 053 despegó de Abuya a las 11:29 a. m. Inmediatamente después del despegue de la pista 22, el Boeing 737 entró en una cizalladura de viento de frente a viento de cola. El capitán Atanda agregó una pequeña cantidad de energía y levantó el yugo mientras el primer oficial Okonneh seguía pidiéndole al capitán Atanda que se detuviera. Así, la nariz se elevó aún más, alcanzando un ángulo de 30-35 grados. A medida que se levantaba el morro con un tono alto, se interrumpía el flujo de aire hacia los motores, lo que provocaba que ambos motores experimentaran una parada del compresor. Después de la pérdida del compresor, la aeronave perdió su empuje, lo que provocó que entrara en pérdida aerodinámica., seguido de un giro a la izquierda de más de 90 grados y fuerte descenso al suelo. Sonó el aviso del GPWS y el ala izquierda de la aeronave chocó contra un árbol. Luego se estrelló contra un campo de maíz con la nariz golpeando el suelo y con un violento giro hacia la izquierda. Luego, los 11.000 kilogramos (24.000 lb) de combustible de la aeronave se encendieron y provocaron una explosión masiva en el área. El vuelo 053 se estrelló solo 76 segundos después de haber despegado de la pista 22.
Después de tres intentos fallidos de contactar con la aeronave, el controlador aconsejó al Control de Aproximación que llamara al Vuelo 053. También se pidió a otras aeronaves en plataforma que ayudaran a contactar con la aeronave, pero todos los intentos fueron infructuosos. Se solicitó a los controles de área de Kano y Lagos que se pusieran en contacto con el vuelo 053, pero no hubo respuesta de la aeronave. Luego se le aconsejó al Centro de Comunicaciones de Vuelo de Abuya que informara a la Agencia Nacional de Manejo de Emergencias (NEMA) en Kano sobre la pérdida de contacto con el Vuelo 053.
A las 11:38 a. m., el Centro de comunicaciones de vuelo llamó al controlador que alguien venía de un pueblo cercano cerca del sitio del radar donde se vio por última vez el vuelo 053 e informó que un avión se había estrellado en su pueblo. Se envió un grupo de búsqueda desde el aeropuerto y confirmaron que el avión se había estrellado poco después del despegue. La parte delantera y media quedaron arrasadas por el impacto y el post-incendio que siguió, mientras que una parte de la parte trasera del avión logró permanecer intacta, salvando la vida de una azafata y 8 pasajeros. Las otras 96 personas murieron en el accidente.

## Investigación

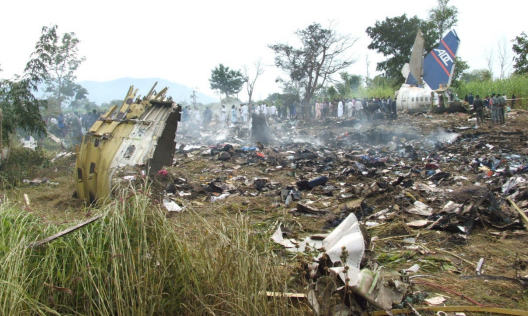
Restos esparcidos por un campo de maíz cerca de Abuya después del accidente del vuelo 053 (tomado del informe AIB)

La Oficina de Investigación de Aeronaves de Nigeria (AIB) inició una investigación sobre la causa del accidente con representantes de la Junta Nacional de Seguridad en el Transporte (NTSB) de EE. UU., en representación del país donde se fabricó la aeronave.

### Análisis de registradores de vuelo
Los registradores de vuelo se recuperaron en buenas condiciones y se enviaron a la NTSB para su posterior análisis. El FDR registró un total de 18 parámetros, de los cuales 14 pudieron convertirse en "unidades de ingeniería utilizables". Según los datos del FDR, la rotación se inició a 143 nudos (265 km/h; 165 mph). Luego, la aeronave alcanzó una velocidad máxima de 162 nudos (300 km/h; 186 mph) antes de comenzar a decaer. La aeronave había sido golpeada por una cizalladura del viento horizontal y vertical. Las tripulaciones de vuelo aplicaron inicialmente una entrada de morro hacia abajo, recuperando la velocidad aerodinámica. Sin embargo, cuatro segundos después, las tripulaciones de vuelo aplicaron una entrada de morro hacia arriba. La aeronave alcanzó un ángulo de ataque muy alto y la altitud de la aeronave se volvió errática.
Según la CVR, justo antes del despegue, las tripulaciones de vuelo habían reconocido la presencia de cizalladura en la zona, ya que el capitán Atanda había advertido a su primer oficial que "estuviera preparado para cizalladura". El tren de aterrizaje se retrajo y el copiloto dio la llamada de V2. Dos segundos después de la llamada V2, se activó una advertencia de cizalladura del viento, ya que la aeronave experimentó un cambio rápido en la dirección del viento. Luego, la tripulación inclinó el morro entre 30° y 35°, superando así en gran medida el ángulo crítico de ataque, activando el stick-shaker. Como resultado de la actitud de cabeceo alto, se interrumpió el flujo de aire a los motores, lo que provocó que ambos motores experimentaran una parada del compresor. Las entradas de control de vuelo por parte de la tripulación dieron como resultado una pérdida aerodinámica, pérdida de altitud y el posterior impacto contra el suelo.

### Clima
No había información de estaciones terrestres disponible públicamente en Nigeria, por lo que los investigadores tuvieron que analizar los datos meteorológicos que habían logrado obtener de las imágenes satelitales. Los datos meteorológicos revelaron que entre las 09:30 y las 09:45, solo había cúmulos dispersos en la parte superior baja y una formación de nubes insignificante en el área. Entre las 09:45 y las 11:00 UTC, se desarrolló una convección explosiva y se convirtió en una celda de tormenta. Las condiciones evolucionaron de cúmulos dispersos en la parte superior baja a una celda convectiva aislada con cimas estimadas por encima de los 45,000 pies (14,000 m) en poco más de una hora. Aumentó aún más a 50.000 pies (15.000 m) con poco o ningún movimiento horizontal.
Durante la autorización de rodaje del vuelo 053 a las 11:20 UTC, el viento soplaba a 8 nudos (15 km/h; 9,2 mph). Más tarde aumentó a 15 nudos con ráfagas y se intensificó, alcanzando hasta 35 nudos (65 km/h; 40 mph), antes de que finalmente disminuyera un poco a 28 nudos (52 km/h; 32 mph). Poco tiempo después, un piloto de Virgin Nigeria Airlines cercano declaró que esperaría a que mejorara el clima y dijo que el viento "parecía 35 nudos". Según los investigadores, las tripulaciones de vuelo del vuelo 053 deberían haber hecho exactamente lo mismo con el piloto de Virgin Nigeria, ya que las condiciones climáticas en ese momento no eran adecuadas para un vuelo seguro. En cambio, las tripulaciones de vuelo optaron por solicitar una autorización de despegue a la torre de control.

### Error de los pilotos
De acuerdo con el Manual de Operaciones de la Tripulación de Vuelo (FCOM) de Boeing, para recuperarse de una cizalladura del viento, la tripulación debería haber aplicado el máximo empuje, nivelado las alas y empujado el morro de la aeronave a una inclinación inicial de 15 grados. Sin embargo, el análisis de la reacción del piloto demostró que las tripulaciones de vuelo no habían seguido los procedimientos correctos en FCOM. Aunque el mal tiempo creó la situación a la que reaccionaron los pilotos, su reacción no estuvo de acuerdo con el procedimiento de recuperación de la cizalladura del viento ya que las tripulaciones hicieron un movimiento de morro hacia arriba y no intentaron nivelar las alas.
Sorprendentemente, las aerolíneas no incluyeron ningún procedimiento para manejar una aeronave durante condiciones climáticas adversas o peligrosas en sus Procedimientos operativos estándar (la página se dejó en blanco) y de alguna manera esto logró pasar a través de la Autoridad de Aviación Civil de Nigeria.
El entrenamiento en simulador que la tripulación realizó en Sabena Flight Academy en Bruselas, Bélgica no los preparó adecuadamente para manejar la situación en la que se encontraban, a pesar de que la aeronave parecía tener suficiente energía para volar en condiciones climáticas adversas. El capitán Atanda recibió capacitación sobre cizalladura del viento, pero no se aplicaba porque el simulador no era el mismo que la aeronave real, mientras que el reconocimiento y la recuperación de la cizalladura del viento no formaban parte de la capacitación del simulador que recibió el primer oficial Okonneh. Durante el período crucial del vuelo 053, desde el primer aviso de cizalladura del viento hasta el impacto contra el suelo, las respuestas del primer oficial Okonneh no estuvieron de acuerdo con los procedimientos de recuperación de la cizalladura del viento, ya que debería haber ayudado al Capitán Atanda a recuperar la aeronave.
La investigación reveló además múltiples discrepancias en los registros de horas de Okonneh del primer oficial y su licencia de vuelo fue examinada mientras operaba con una licencia de piloto comercial de Nigeria emitida por la Autoridad de Aviación Civil de Ghana.

### Informe final
El informe final se publicó en febrero de 2013, casi siete años después del accidente. El AIB de Nigeria finalmente concluyó que la causa del accidente se debió a un error del piloto, como se indicó:
La decisión del piloto de despegar en condiciones meteorológicas adversas conocidas y la falta de ejecución del procedimiento adecuado de recuperación de la cizalladura del viento dio lugar a que la aeronave operara fuera del régimen de vuelo seguro, lo que provocó que la aeronave entrara en pérdida muy cerca del suelo del que no era posible la recuperación.
Los investigadores también declararon varios factores contribuyentes:

El uso de equipo inapropiado para el procedimiento de recuperación de cizalladura durante la recurrencia del simulador. Falta de procedimientos operativos estándar de la compañía para operaciones de vuelo en condiciones climáticas adversas. La coordinación de responsabilidades y deberes entre el piloto que volaba y el piloto que no volaba durante su encuentro con el clima adverso fue inconsistente con los Procedimientos Operativos Estándar, lo que resultó en un control inadecuado de la aeronave.

– Oficina de Investigación de Accidentes.
En consecuencia, la AIB constató que el radar del aeropuerto estaba desactivado en el momento del accidente. Esto provocó confusión y dificultad para encontrar el avión accidentado. Si el radar no se hubiera apagado, habría más sobrevivientes.
Debido al accidente del vuelo 053, la AIB de Nigeria solicitó que las maniobras de reconocimiento y recuperación de la cizalladura del viento fueran obligatorias en el entrenamiento inicial y recurrente en simulador de la tripulación de vuelo.

## Consecuencias
El accidente provocó una intensa protesta nacional para mejorar el sector de la aviación del país. Es la causa directa del cambio del ministro de aviación y el cambio completo en su sector de aviación. Este fue el undécimo accidente aéreo de Nigeria desde 1995, lo que elevó el número de muertos a más de 500 personas. El accidente anterior que involucró a ADC ocurrió el 7 de noviembre de 1996; 144 personas murieron cuando un Boeing 727 se estrelló cerca de Ejirin, perdiendo el control después de tomar una acción evasiva para evitar una colisión en el aire.
En respuesta a la muerte de Muhammadu Maccido, el líder espiritual de los musulmanes nigerianos, el gobierno de Sokoto declaró seis días de luto. La BBC informó que la ciudad de Sokoto «se siente como un cementerio» ya que las tiendas, oficinas y mercados estaban cerrados y miles de personas, incluidas personas de Chad, Níger, Malí y Senegal, se habían reunido frente al Salón del Palacio del Sultán de Sokoto para rendir homenaje al sultán Muhammadu Maccido. Posteriormente fue sucedido por su hermano Sa'adu Abubakar. El gobierno federal de Nigeria celebró tres días de luto nacional en respuesta al accidente.
Un día después del accidente, se escuchó al ministro de Aviación Babalola Borishade criticar al piloto del vuelo 053, el capitán Atanda, y lo acusó de ignorar las advertencias de mal tiempo. Esto recibió respuestas negativas del público y los funcionarios ya que aún no había una investigación pública sobre el accidente. Los sindicatos de pilotos de Nigeria afirmaron que la declaración de Borishade era prematura. Se celebró una audiencia pública sobre el accidente del vuelo 053 en Abuya. Durante la audiencia, los miembros del parlamento le pidieron al ministro Borishade que renuncie en respuesta a la mala seguridad de la aviación en la nación luego de múltiples accidentes aéreos en los últimos dos años. La esposa del capitán Atanda, Mojisola Atanda, acusó al ministro Borishade de mentir al acusar al capitán Atanda de desobedecer el consejo del controlador de no volar con mal tiempo. El presidente de Nigeria, Olusegun Obasanjo, ante la presión de destituir al Ministro de Aviación Borishade, transfirió a Borishade a otro departamento, el Ministerio de Cultura de Nigeria.
Posteriormente, el gobierno redactó un nuevo proyecto de ley de aviación civil. Llamada Ley de Aviación Civil, el proyecto de ley se publicó más tarde ese mismo año, actuando como la base del organismo regulador de aviación independiente de Nigeria de la Autoridad de Aviación Civil de Nigeria (NCAA). La autoridad de aviación de Nigeria finalmente emitió una orden para recapitalizar todos los aviones del país, lo que condujo a una disminución significativa del número de aerolíneas en el país, ya que solo había 8 aviones que lograron cumplir con los requisitos. Toda la flota de ADC Airlines quedó en tierra por tiempo indefinido y el gobierno federal revocó posteriormente la licencia de la aerolínea. Desde el inicio del mandato del director general de la NCAAHarold Demuren, no había habido más accidentes importantes de aviones de pasajeros en Nigeria durante años. La seguridad de la aviación del país mejoró significativamente y en 2010 la Administración Federal de Aviación de los Estados Unidos (FAA) elevó la calificación de seguridad de la aviación de Nigeria a la categoría 1, la calificación más alta para la seguridad de la aviación. El logro de la NCAA en la seguridad de la aviación de Nigeria finalmente llevó al nombramiento del director general de la NCAA, Harold Demuren, para convertirse en el jefe del presidente regional de la Autoridad de Aviación de África-Océano Índico por parte de la Organización de Aviación Civil Internacional. Si bien no hubo más desastres aéreos importantes desde entonces, los expertos expresaron dudas sobre la seguridad de la aviación nigeriana en general, ya que no hubo cambios importantes en la cultura y el mantenimiento de seguridad general de los aviones nigerianos. Esto más tarde condujo al accidente del vuelo 992 de Dana Air.